# Javier Marías
Javier Marías, španski pisatelj, prevajalec, urednik in akademik, * 20. september 1951, Madrid, Španija, † 11. september 2022, Madrid.
Bil je član Kraljeve španske akademije.

## Življenje in delo
Rodil se je v Madridu, a je del svojega otroštva preživel v Združenih državah Amerike. Njegov oče je bil v zaporu, ker je bil republikanec. Mama mu je umrla, ko je bil star 26 let. Izobraževal se je na Colegio Estudio v Madridu, diplomiral je iz filozofije. Njegova prva literarna zaposlitev je bila, ko je prevajal spise z naslovom Drakula za svojega strica Jesusa Franca, ki je bil režiser. Leta 1972 je napisal svoj prvi roman Los dominos del lobo, istega leta je izdal Travesia del horizonte, naslednje leto pa El monarca del tiempo. Prevedel je tudi roman Laurencea Sterneja: Tristram Shandy (La vida y opiniones del caballero Tristram Shandy). Med letoma 1983 in 1986 je poučeval špansko literaturo in teorijo prevajanja na univerzi v Oxfordu, nato leta 1984 na Wellesley Collegeu in med letoma 1987 in 1992 na madridski univerzi Complutense. Njegova dela so prevedena v 40 jezikov in objavljena v 50 državah.

## Dela
V slovenščino so prevedena naslednja njegova dela:
- Jutri, v bitki misli name (Mañana en la batalla piensa en mí); prevod: Marjeta Drobnič (COBISS)
- Berta Isla; prevod: Marjeta Drobnič (COBISS)
- Tu začne se zlo (Así empieza lo malo); prevod: Marjeta Drobnič (COBISS)
- Zaljubljenost (Los enamoramientos); prevod: Marjeta Drobnič (COBISS)
- Tvoj obraz jutri. Strup in senca in zbogom (Veneno y sombra y adiós); prevod: Marjeta Drobnič (COBISS)
- Tvoj obraz jutri. Ples in sen (Baile y sueño); prevod: Marjeta Drobnič (COBISS)
- Tvoj obraz jutri. Vročica in sulica (Fiebre y lanza); prevod: Marjeta Drobnič (COBISS)
- Tako belo srce (Corazón tan blanco); prevod: Marjeta Drobnič (COBISS)
- Benetke, interier (Venecia, un interior); prevod: Marjeta Drobnič (COBISS)
- Slab značaj (Mala índole); prevod: Ferdinand Miklavc (COBISS)

### Tako belo srce
Glavni lik romana je sveže poročeni Juan, prevajalec, ki je na poročnem potovanju. Celotna zgodba romana pa sega globlje v preteklost in tam se začne tudi prvi romaneskni prizor: samomor Tereze, ki je bila žena Juanovega očeta. Juana na potovanju v Havano spremljajo misli o sebi in svoji družini. Zaveda se, da ne pozna očetove preteklosti, spomni se le, da je imel oče dve ženski, njegovo mamo in mamino starejšo sestro, ki naj bi umrla zaradi bolezni. Poleg tega pa Juan razmišlja o svojem stanu in o tem, kako se življenje spremeni, ko ga deliš še z nekom drugim. Skozi delo tako spoznamo zgodbo Juanovega očeta, in sicer, da je pred Terezo imel še eno ženo, ki jo je umoril, da je lahko bil s Terezo. Ko je to izvedela Tereza, je storila samomor, ker ni prenesla resnice in občutka krivde. Zgodba se odvija skozi oči prvoosebnega pripovedovalca – Juana. Poleg glavne pripovedi, se v delu znajdejo tudi druge zgodbe, zastranitve. Nenehno pa se v glavnemu junaku zbujajo čustva in nova vprašanja, na katera si skuša odgovoriti.

## Priznanja
1. Premio Nacional de Traducción 1979
2. Premio Herralde 1986
3. Premio Ciudad de Barcelona 1989
4. Premio de la Crítica 1992
5. Prix L&#39;Œil et la Lettre 1993
6. Premio Rómulo Gallegos 1995
7. Premio Fastenrath 1995
8. Prix Femina Étranger 1996 (Francija)
9. Premio Nelly Sachs 1997 (Dortmund)
10. IMPAC International Dublin Literary Award 1997
11. Premio Letterario Internazionale Mondello-Città di Palermo 1998
12. Premio Comunidad de Madrid 1998
13. Premio Internazionale Ennio Flaiano 2000
14. Premio Grinzane Cavour 2000 (Torino)
15. Premio Internacional Alberto Moravia de narrativa extranjera 2000
16. Premio Nacional de Periodismo Miguel Delibes 2003
17. Premio Salambó 2003 al mejor libro de narrativa
18. Premio José Donoso en 2008
19. Premio Internacional de Literatura Nonino 2011
20. Premio Austriaco de Literatura Europea
21. Rechazó el Premio Nacional de Narrativa de España 2012
22. Premio Formentor de las Letras
23. Premio de la Crítica 2017